# Picronarycia
Picronarycia is een geslacht van vlinders van de familie zakjesdragers (Psychidae).

## Soorten
- P. antibatis (Meyrick, 1926)
- P. deserta Mey, 2011
- P. karioscola Mey, 2011
- P. maculasquamosa (Sobczyk & Mey, 2007)
- P. richtersveldicola Mey, 2011
- P. transversa Mey, 2011